# Franca Peggion
Franca Peggion (San Giorgio delle Pertiche, 14 gennaio 1934) è un'ex velocista e multiplista italiana.

## Biografia
Nel 1956 partecipa ai Giochi olimpici di Melbourne nei 100 metri piani, venendo eliminata, a causa di un infortunio, nella 2ª serie delle batterie di qualificazione.
Successivamente a questa esperienza, diventa, nel 1957, campionessa italiana di pentathlon. Inoltre ha conquistando un record nella staffetta 4×100 m.